# Park Narodowy Eryri
Park Narodowy Eryri, Park Narodowy Snowdonia (ang. Eryri National Park, Snowdonia National Park, wal. Parc Cenedlaethol Eryri) – park narodowy w Wielkiej Brytanii, położony w północno-zachodniej części Walii, na terenie hrabstw Gwynedd oraz Conwy. Jego nazwa pochodzi od znajdującego się w jego granicach masywu górskiego Eryri (Snowdonia), obejmującego m.in. górę Yr Wyddfa (Snowdon) o wysokości 1085 m n.p.m., będącą najwyższym szczytem Walii.
Park został utworzony w 1951 roku jako trzeci park narodowy w Wielkiej Brytanii. Park obejmuje swoim obszarem 2170 km². Ma charakter górski. Posiada także 60 km linii brzegowej.
Rocznie park odwiedza około 6 mln turystów, co stawia Eryri na trzecim miejscu wśród najczęściej odwiedzanych parków narodowych Anglii i Walii.